# Malaiische Schwanzlose Blattnase
Die Malaiische Schwanzlose Blattnase (Coelops robinsoni) gehört zur Gattung der Schwanzlosen Blattnasen und lebt im südlichen Teil der Malaiischen Halbinsel sowie auf Borneo. Die Philippinische Schwanzlose Blattnase (Coelops robinsoni hirsutus) ist nur auf zwei philippinischen Inseln heimisch. Sie zählt gelegentlich als eigenständige Art.

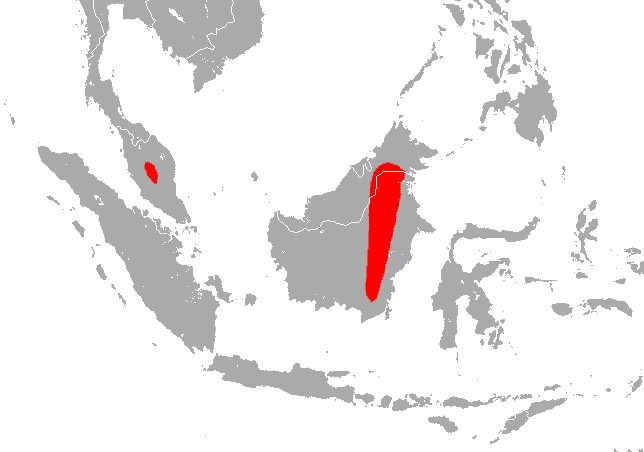
Heimat der Malaiischen Schwanzlosen Blattnasen

Diese Fledermäuse erreichen eine Kopf-Rumpf-Länge von 32 bis 34 mm sowie eine Unterarmlänge von 34 bis 37 mm, ihre Ohren werden zwischen 12 und 14 mm groß. Coelops robinsoni wiegt normalerweise zwischen 3 und 5 g. Die Malaiische Schwanzlose Blattnase ähnelt sehr der Ostasiatischen Schwanzlosen Blattnase, nur ist sie signifikant kleiner. Ihre Ohren sind verhältnismäßig groß und rund mit einer Antitragus. Wie der deutsche Trivialname andeutet, fehlt der Schwanz oder er ist nur ein unscheinbarer Stummel. Ihr Rückenfell ist lang und weich, dunkelbraun oder braun. Das Bauchfell ist gräulich. Das Nasenblatt besitzt wie bei den anderen Rundblattnasen eine hufeisenförmige Grundform. Weitere kleinere Teile des Nasenblatts sind meist unter dicht stehenden, steifen Haaren versteckt.
Der Hauptlebensraum der Fledermäuse ist ein Waldhabitat, sie lebt dort in Höhlen oder hohlen Bäumen. Die Malaiische Schwanzlose Blattnase sucht im Unterholz des Waldes nach Futter.
Die Malaiische Schwanzlose Blattnase ist auf der Roten Liste der IUCN als gefährdet eingestuft. Sie ist selten und wenig bekannt. Die Art ist wahrscheinlich in vielen Teilen ihres Verbreitungsgebiets durch Holzeinschlag, Ausbau der Landwirtschaft sowie Plantagen und Feuer bedroht. Die großflächigen Entwaldung in ihrem Verbreitungsgebiet führt zu ihrer Dezimierung.